# Accident aérien du Bukken Bruse
L'accident aérien du Bukken Bruse est le crash d'un hydravion à son amerrissage le 2 octobre 1948. L'appareil un Short Sandringham, effectuait un vol intérieur norvégien en provenance d'Oslo et amerrissait dans la baie d'Hommelvik à proximité de la ville de Trondheim. La catastrophe cause la mort de 19 personnes ;  parmi les survivants se trouve le philosophe Bertrand Russell.

## Caractéristiques de l'appareil
L'hydravion était un modèle Short Sandringham, immatriculé LN-IAW et nommé Bukken Bruse c’est-à-dire en français Le bouc bourru, en référence au conte de fées norvégien Les Trois Boucs bourrus. Il était exploité par la compagnie Det Norske Luftfartsselskap (absorbée par la suite par le groupe  Scandinavian Airlines System) était en route depuis l'aéroport Fornebu d'Oslo.

## Accident
Au moment de l’accident, la météo dans la zone du débarquement était mauvaise et la mer dans la baie d'Hommelvik était « blanche et écumante ». Au moment d'amerrir, le Sandringham est frappé par une rafale de vent latérale ; les pilotes en perdent alors le contrôle et le flotteur de l'aile droite se rompt en touchant l'eau. L'avion se renverse sur le côté et son nez s’enfonce dans l'eau.
Rapidement, le fuselage se remplit d'eau. Sur les 43 personnes à bord, 19 meurent noyées. Les survivants se trouvaient tous dans le compartiment fumeur à l'arrière de la cabine, près de la sortie de secours.

### Le conte de Bertrand Russell
Le philosophe Bertrand Russell, alors âgé de 76 ans, figure au nombre des passagers, en route pour donner une conférence à une société d'étudiants locale. Il était assis à l'arrière du compartiment fumeur. Dans une interview accordée au journal de Trondheim Adresseavisen le lendemain de l'accident, il déclare qu'il n'était pas certain de ce qui se passait après la secousse jusqu'à ce que l'avion se renverse et que l'eau se précipite dans la carlingue. Dans son autobiographie, il a écrit qu'il s'était assuré d'avoir un siège dans le compartiment fumeur avant le vol, en disant « Si je ne peux pas fumer, autant mourir ». Russell a été hospitalisé dans un hôpital de Trondheim.

## Cause
L'enquête a révélé que l'accident avait été causé par la perte de contrôle du pilote lors de sa tentative pour poser l'appareil sur le plan d'eau par vent de travers et mer agitée, avec un espace disponible limité .